# زمین‌لرزه دسامبر ۱۹۳۰ میانمار
زمین‌لرزه میانمار  در تاریخ ۳ دسامبر ۱۹۳۰ میلادی، برابر با ‎۱۲ آذر ۱۳۰۹، ساعت ۱۸:۵۱:۴۹ به زمان یوتی‌سی در میانمار رخ داد. ژرفای این زلزله ۳۵ کیلومتر بود. بزرگی آن ۷٫۳ در مقیاس Mw اعلام شده‌است. زمین‌لرزه به وقت محلی در روز پنج‌شنبه، ساعت ۰٫۵ روی داده و منطقه زمانی آن یوتی‌سی +۶٫۵ بوده‌است .
سازمان زمین‌شناسی آمریکا نیز جای این زمین‌لرزه را در مختصات ۱۸°۱۲′شمالی ۹۶°۲۴′شرقی / ۱۸٫۲°شمالی ۹۶٫۴°شرقی و بزرگی آنرا برابر با ۷٫۳ در مقیاس ریشتر اعلام کرده‌است. 
شمار کشتگان زلزله حدود ۲۲ نفر بوده‌است.